# Беосонг
Беосонг је један у низу фестивала на којима би такмичари из Србије победом постали учесници Песме Евровизије. Фестивал је први пут одржан 2. и 3. марта 2013, а на њему је победу однела женска поп група Моје 3 са песмом Љубав је свуда. Организатор такмичења је Радио-телевизија Србије (РТС), док су претходна такмичења исте природе била 3 па 1 за Осло (2010), Беовизија (2003—2009, 2019—2020), Европесма (2004—2006) и Југовизија (1961—1992).

## Историја
Још од 1961, певачи из Србије могли су да учествују на Избору за песму Евровизије. То им је омогућавало регионално такмичење Југовизија, на којем су учествовали певачи из целе Социјалистичке Федеративне Републике Југославије. На пример, последња представница Југославије на Евровизији, Екстра Нена, српска је певачица, као и претпоследња Беби Дол.
Како се СФРЈ распала, Србија је након 1992. опет учествовала тек 2003, када је започета Беовизија. За време Србије и Црне Горе, одржавала се Европесма, финално такмилење на којем учествују победници локалне Беовизије и Монтевизије. Она је распадом СЦГ укинута, па је Беовизија постала свеобухватна и слала такмичаре на главни избор.
Након што је последње такмичење ове врсте услед економске кризе у Србији било 2009, мини верзија избора са само три песме, названа 3 па 1 за Осло, одржана је ради одабира представника на издању Евровизије из 2010. Следеће две године, РТС је сам бирао представнике интерним одабиром, док је композиције промотивно приказивао пред Евровизију.
Дана 28. новембра 2012, српска државна телевизија је објавила да ће организовати у потпуности ново такмичење — Беосонг. Како је касније и било, а тада само најављено, такмичење се састоји из два дела. Први део је полуфинале, током којег се одабира пет песама-финалиста, од укупно петнаест које је жири претходно одабрао од свих композиција претходно достављених телевизији. Други део је финале, у којем гласачи одабирају једну од пет нумера. У оба дела, исход је стопостотно базиран на гласању СМС порукама, при чему се са једног броја прихвата пет порука током гласања које траје десет минута.

## Беосонг 2013.
Беосонг 2013. први је по реду и последњи Беосонг икада одржан. То је такмичарски музички фестивал и избор за песму која ће представљати Србију на Песми Евровизије 2013. у Малмеу. Ове године је победила песма група Љубав је свуда групе Моје 3, коју чине Мирна Радуловић, Невена Божовић и Сара Јовановић. Такмичење је организовала Радио-телевизија Србије.
Период током којег је предаја композиција била дозвољена отпочео је 1. децембра 2012, а требало је да буде затворен 20. јануара 2013, али је продужен за један дан, те су последње нумере предате 21. јануара. Радио-телевизија Србије је 29. јануара објавила да је пристигла 171 песма, и да ће ускоро бити одабрано петнаест најбољих. Дана 31. јануара, жири, који су чинили Биља Крстић (музички уредник), Момчило Бајагић (композитор), Владимир Маричић (композитор и пијаниста), Драгослав Станисављевић (џез редакција) и Доброслав Предић (музичка редакција), одабрао је песме намењене полуфиналу.
Последње потврде списка учесника обављене су 9. фебруара. Полуфинале је одржано 2. марта, према реду извођења извученом дванаест дана раније. Гласачи су у финале послали Сашку Јанковић, групу Скајз, Душана Свилара, Марију Михајловић и групу Моје 3. Финале је у истом студију одржано одмах сутрадан. Група Моје 3 је са песмом Љубав је свуда однела победу уз 25.959 гласова, те ће представљати Србију на такмичењу у Малмеу маја 2013.

## Принцип
Током двосатног програма обе вечери, водитељ у централном студију била је Маја Николић, док су у студију 9 са такмичарима били водитељи РТС-овог радијског програма Горица Нешовић и Драган Илић. Према правилнику, такмичарске песме су премијерно изведене током прве вечери фестивала.
Песме су рангиране искључиво према СМС гласовима грађана Србије, који су у року од десет минута по вечери имали могућности да пошаљу максимално пет порука са једног мобилног броја. Уредник фестивала био је Драгољуб Илић, а редитељ Иван Стефановић. Фестивал је одржан 2. и 3. марта (полуфинале и финале) од девет часова поподне у студију РТС-а, уз директан пренос на РТС 1, РТС Сателит, РТС HD, али и путем онлајн видео стриминга на сајту телевизије.

## Припреме
Дана 28. новембра 2012, јавни сервис Србије је објавио да ће, да би изабрао свог представника на Песми Евровизије, организовати у потпуности ново такмичење — Беосонг. Како је касније и било, а тада само најављено, такмичење се састоји из два дела. Први део је полуфинале, током којег се одабира пет песама-финалиста, од укупно петнаест које је жири претходно одабрао од свих композиција претходно достављених телевизији. Други део је финале, у којем гласачи одабирају једну од пет нумера. У оба дела, исход је стопостотно базиран на гласању СМС порукама, при чему се са једног броја прихвата пет порука током гласања које траје десет минута.
Период током којег је предаја композиција била дозвољена отпочео је 1. децембра 2012, а требало је да буде затворен 20. јануара 2013, али је продужен за један дан, те су последње нумере предате 21. јануара. Радио-телевизија Србије је 29. јануара објавила да је пристигла 171 песма, и да ће ускоро бити одабрано петнаест најбољих. Дана 31. јануара, жири, који су чинили Биља Крстић (музички уредник), Момчило Бајагић (композитор), Владимир Маричић (композитор и пијаниста), Драгослав Станисављевић (џез редакција) и Доброслав Предић (музичка редакција), одабрао је песме намењене полуфиналу.
Последње потврде списка учесника обављене су 9. фебруара. Такмичари су свакодневно вежбали. Ипак, почетком фебруара, дошло је до обрта, јер је Маја Оџаклијевска изјавила да неће моћи да учествује услед здравствених проблема. Она је своју композицију Анђео с неба, коју је компоновао Никола Буровац, намеравала да преда својем млађем колеги Ненаду Цвијетићу. Иако Маји и Цвијетићу тај уступак није могао бити учињен, Оџаклијевска је ослобођена свих проба, како се не би претерано замарала. Сем тога, она је своју баладу у полуфиналу извела седећи на високој столици.
Међу учесницима је требало да буде и звезда Гранда Милица Тодоровић, али је из непознатих разлога одустала. Информацију је објавила на свом Фејсбук налогу успут се захваливши фановима на подршци.

## Полуфинале
Полуфинале овог Беосонга одржано је 2. марта у београдском студију РТС-а. Гледаоци су пyтем СМС гласања од петнаест извођача понуђених песама изабрали пет финалста за сутрашњи наступ — Сашку Јанковић (учесницу Првог гласа Србије 2013), групу Скајз (три девојке којима је Скај Виклер написао песму), Душана Свилара (победник Звезда Гранда 2007), Марију Михајловић (најпознатија по пратећим вокалима) и групу Моје 3 (финалисткиње Првог гласа). За разлику од сутрашњег финала, у студију није било битних споредних дешавања, гостовања, интерних шала и промоција.
Након саопштавања резултата полуфинала, видно револтирана њима, Маја Николић је убрзано напустила шминкерницу РТС-овог студија. Напољу су је пресрели новинари, који су од ње захтевали да објасни своје поступке. Певачица је у интервјуу који је дала на излазу испричала да је читаво такмичење намештено и да је победник одавно познат — група Моје 3.
Међутим, додала је да Мирна, Невена и Сара веома добро певају, и да сигурно нису оне одговорне за намештање. Интервју је завршила коментаром — да ова земља [Република Србија] има закон, то би се све истражило и проверило јер СМС гласове је врло лако наместити. У међувремену је рекла да је немогуће да она и Маја Оџаклијевска са дугогодишњом каријером имају много мање гласова од слатких анонимних девојака (група Скајз).
Девојке из Моје 3 одговориле су да их не интересују нагађања. Музика нам је увек била на првом месту, публика је то препознала и зато смо заслужено и победиле. Додале су да је победа била часна. Музика је битна и музика је победила.
| РБ | Извођач            | Назив композиције     | Аутори                                                        | Број гласова | Место |
| -- | ------------------ | --------------------- | ------------------------------------------------------------- | ------------ | ----- |
| 1  | Моје 3             | Љубав је свуда        | Саша Милошевић Маре (м/а) Марина Туцаковић (т)                | 10.994       | 1     |
| 2  | Игор Терзија       | Моја светлости        | Александар Филиповић (м/а) Растко Савић (т)                   | 578          | 15    |
| 3  | Маја Николић       | Благослов             | Марк Пелинк (м/а) Маја Николић (т)                            | 769          | 11    |
| 4  | Кал                | Кадифа усне           | Драган Ристић (м/а) Душица Милановић Марика (т)               | 1.553        | 7     |
| 5  | Ненад Милосављевић | Ружа од барута        | Ненад Милосављевић (м/а/т) Владимир Дуловић (т)               | 1.495        | 8     |
| 6  | Сашка Јанковић     | Дуга у твојим очима   | Слободан Бобан Петровић (м/а/т) Студио 3000 (а)               | 3.628        | 3     |
| 7  | Душан Зрнић        | Што пролазим          | Ана Бојић Мрђен (м/т) Александар Филиповић (а)                | 590          | 14    |
| 8  | Маја Оџаклијевска  | Анђео с неба          | Никола Буровац (м) Сона Буљан (т) Марко Ј. Кон (а)            | 616          | 13    |
| 9  | Душан Свилар       | Спас                  | Марко Ђурашевић Махони (м/а) Растко Савић (т)                 | 7.518        | 2     |
| 10 | Скајз ()           | Магија                | Скај Виклер (м/а/т)                                           | 1.995        | 4     |
| 11 | Ксенија Кочетова   | Светла пале се за нас | Максим Кочетов (м/а) Ксенија Кочетова (т) Тони Малбашић (т)   | 618          | 12    |
| 12 | Марија Михајловић  | Хало                  | Никола Чутурило (м/т) Бобан Јанковић (а) Срђан Танасковић (а) | 1.691        | 5     |
| 13 | Александра Дабић   | Савршен крај          | Добривоје Марић Чарли (м/а/т)                                 | 1.614        | 6     |
| 14 | Кристина Савић     | За тебе живим         | Војкан Борисављевић (м) Владан Савић (т) Урош Ранковић (а)    | 894          | 9     |
| 15 | Жарко Степанов     | Трен                  | Иван Илић (м/а/т)                                             | 894          | 9     |

## Финале
Пет финалиста који су прошли полуфинале, наступали су са истим песмама, костимима и кореографијама (према правилнику) одмах следеће вече, 3. марта. Са највећим бројем СМС порука, победиле су Моје 3 са песмом Љубав је свуда.
Финално вече је око 21 час почело наступом плесне групе Ла луна, која је играла уз звуке нумере Euphoria, која је прошле године победила на Евросонгу. Уследила је шала Горице и Драгана, када су показали кофер у који су наводно спаковали топле ствари за Малме, где је сада један степен [целзијуса]. Такмичење је отворила Сашка. Следећа је наступала група Скајз, коју чине Ксенија Кнежевић, Дана Гашић Гаваја и Анђела Вујовић, све три учеснице Ја имам таленат.
Следећи је наступио Душан Свилар, а затим и Марија Михајловић. Последње су наступале Сара, Невена и Мирна (Моје 3). Током гласања, приказиване су рекапитулације, док је у завршници гласања (око 22 часа) Марија Шерифовић певала победничку песму Молитва, током чијег је извођења показала мајицу са натписом музика изнад корупције.
Након Марије, наступали су учесници протекле сезоне такмичења Ја имам таленат, које се мало пре Беосонга одржавало на РТС-у. Наступале су многе плесне групе и Биг бенд домаћина, док је ревијални део отворила Емилија Ђонин. Приказивани су и инсерти о многим познатим Србима и Србијанцима — тенисер Новак Ђоковић, виолиниста Немања Радуловић, фудбалер Немања Видић, математичар Теодор фон Бург, теквондисткиња Милица Мандић. Тема инсерта био је и Јован Радомир, шведска телевизијска личност српског порекла. Пред објаву резултата гласања, нови сингл Оно што ти нисам рекао промовисао је Оливер Мандић.
| РБ | Извођач           | Назив композиције   | Аутори                                                        | Број гласова | Место |
| -- | ----------------- | ------------------- | ------------------------------------------------------------- | ------------ | ----- |
| 1  | Сашка Јанковић    | Дуга у твојим очима | Слободан Бобан Петровић (м/а/т) Студио 3000 (а)               | 6.471        | 3     |
| 2  | Скајз ()          | Магија              | Скај Виклер (м/а/т)                                           | 3.403        | 5     |
| 3  | Душан Свилар      | Спас                | Марко Ђурашевић Махони (м/а) Растко Савић (т)                 | 20.298       | 2     |
| 4  | Марија Михајловић | Хало                | Никола Чутурило (м/т) Бобан Јанковић (а) Срђан Танасковић (а) | 5.013        | 4     |
| 5  | Моје 3            | Љубав је свуда      | Саша Милошевић Маре (м/а) Марина Туцаковић (т)                | 25.959       | 1     |

## Наредно издање
Није сигурно да ли ће и када бити организовано наредно издање Беосонга. Убрзо по завршетку Беосонга 2013. и непроласку српских представница у финале такмичења, говорило се о евентуалном одустајању од такмичења. Разлог томе били су финансијски проблеми. Крајем септембра исте године, генерални директор РТС-а Александар Тијанић изјавио је да би, иако одлазак у Данску кошта око 350.000 евра, држава требало да учини све што може да до учешћа дође. Нагласио је и да је у питању такмичење на којем Србија много боље пролази од појединих спортских манифестација, као и да спонзори и рекламе покривају већину трошкова — око 200.000 евра.
Ипак, 22. новембра је Колегијум РТС-а одлучио да због финансијске ситуације Србија неће имати представника на Песми Евровизије 2014, која ће се одржати у Копенхагену. Како је том приликом речено, Радио-телевизија Србије ће проценити могућност учествовања на Песми Евровизије наредних година, чим се успостави стабилно и довољно финансирање из буџетских средстава. Наредног дана је удружење ОГАЕ Србија, заправо клуб обожавалаца евровизијског фестивала, саопштило да је с неверицом и великим жаљењем примило ову информацију. Са тврдњама да је у питању манифестација од државног значаја и интереса, најјефтинија међународна реклама, као и отварање врата томе да се Косово пријави, покренута је петиција на Фејсбуку, којом се позивају сви грађани да се придруже настојању да Србија ипак оде на Евросонг.
Исте године, 26. септембра 2014, РТС је потврдио повратак на Песму Евровизије 2015. Враћен је модел избора из година пре Беосонга, а такмичење је названо Одбројавање за Беч. 2018. je враћен модел избора из 2003. до 2009. године, Беовизија

## Победници
| Победници Беосонга |                |         |                     |                  |                     |
| Година             | Песма          | Извођач | Музика              | Текст            | Аранжман            |
| 2013.              | Љубав је свуда | Моје 3  | Саша Милошевић Маре | Марина Туцаковић | Саша Милошевић Маре |